# Лесли-Ан Даун
Лесли-Ан Даун (на английски: Lesley-Anne Down) е английска актриса, модел и певица.
Даун става известна като Джорджина Уорсли в драмата „Upstairs, Downstairs“ от 1973 година, както и с филмите „The Pink Panther Strikes Again“ (1976), „A Little Night Music“ (1977), „The First Great Train Robbery“ (1979), „Hanover Street“ (1979), „Sphinx“ (1981) и „Nomads“ (1986). Позната е и от мини сериала „North and South“ (1985–86) като Маделин Фейбри ла Мот Мейн, за чиято роля печели Златен глобус през 1986 г. През 1990 г. участва в сериала „Далас“ в ролята на Стефани Роджърс. През 1997-99 – в американския сериал „Сънсет бийч“ в ролята на Оливия Блейк, а през март 2003 г. в „Дързост и красота“, като Джеки Мароун.

## Младежки години
Лесли-Ан е родена в Лондон през 1954 г. В тийнейджърските си години се занимава с манекенство и печели няколко конкурси за красота. Избрана за най-красива тийнейджърка на Обединеното кралство на възраст 15 години.

## Избрана филмография
- Haunted (2012) -
- Rosewood Lane (2011) – Клои
- My Dog's Christmas Miracle (2011) – леля Дора
- Mercenary for Justice (2006) -
- Seven Days of Grace (2006) – Лилиан, също е и сценарист на филма
- Today You Die (2005) – банков мениджър
- Дързост и красота (2003-настояще) – Джаклин Мароне
- 13th Child (2002) – Аторни Мърфи
- Дните на нашия живот (2001) (5 епизода) – лейди Шератон
- The Perfect Wife (2001) – Хелън Кобурн
- You Belong to Me (2001) – д-р Сюзън Чейнкелор
- The Meeksville Ghost (2001) – Емили Мийкс
- The King's Guard (2000) – Кралица Беатрикс Нидерландска
- Young Hearts Unlimited (1998) – Барбара Юнг
- Сънсет бийч (1997-1999) – Оливия Блейк
- Парижката Света Богородица (1982) – Есмералда
- „Големият влаков обир“ („The First Great Train Robbery“, 1978)